# Boycot van de S-Bahn in West-Berlijn
De boycot van de S-Bahn was een protest van de bevolking van West-Berlijn tegen de bouw van de Berlijnse Muur. Tot deze actie werd opgeroepen door de burgemeester van West-Berlijn, de sociaaldemocraat Willy Brandt, samen met de vakbond DGB. De boycot duurde 22 jaar en was gericht tegen de Deutsche Reichsbahn, de spoorwegmaatschappij van de DDR, die destijds de S-Bahn van Berlijn exploiteerde.

## Achtergrond
Na de Tweede Wereldoorlog hadden de geallieerde bezettingsmachten de verantwoordelijkheid voor de exploitatie van het spoorwegnet in geheel Berlijn aan de Deutsche Reichsbahn toegewezen. Na de Duitse deling werd deze situatie voor West-Berlijn steeds minder acceptabel. Voor de DDR was de exploitatie van de S-Bahn in West-Berlijn een belangrijke bron van deviezen: de vervoerbewijzen moesten in D-Mark betaald worden, terwijl de meeste kosten in Oost-Duitse mark werden gemaakt. Daarnaast hield de DDR met de aanwezigheid van de S-Bahn een, in de ogen van West-Berlijn ongewenste, invloed op de West-Berlijnse infrastructuur. Zo kon de bouw van de Stadsautobahn bij de Sachsendamm jarenlang gedwarsboomd worden.
Een eerste boycotoproep kwam al in 1951 van de kant van de Deutscher Gewerkschaftsbund (DGB) nadat de DDR begon met kosten in rekening te brengen voor trajectenonderdelen waarbij de S-Bahn over het gebied van Oost-Berlijn kwam. Deze oproep had weinig effect.

## Boycot
Na de bouw van de Berlijnse Muur in augustus 1961 boycotten steeds meer West-Berlijners de S-Bahn. Op 16 augustus 1961 merkte Willy Brandt in een rede vanaf het balkon van Rathaus Schöneberg op dat het niet acceptabel was dat de DDR met de opbrengsten van de S-Bahn "prikkeldraad kon kopen" om de families in beide delen van Berlijn van elkaar te scheiden. Op 17 september volgde een nieuwe boycotoproep. Bij de stations van de S-Bahn postten actievoerders met de slogans Der S-Bahn-Fahrer zahlt den Stacheldraht (de S-Bahn-reiziger betaalt het prikkeldraad) en Keinen Pfennig mehr für Ulbricht (geen cent meer voor Ulbricht).
De boycot werd door de bevolking van West-Berlijn overgenomen. Het stadsvervoerbedrijf van West-Berlijn, de BVG, startte busdiensten parallel aan de S-Bahntrajecten. Iedere verwijzing naar de S-Bahn werd verwijderd van de lijnennetkaarten, de bushaltes en borden op de U-Bahn. Met het verstrijken van de jaren werden zelfs metrotrajecten parallel aan S-Bahntrajecten gepland en aangelegd.

## Gevolgen
Een eerste reactie kwam in de vorm van een open brief van de directeur van de Deutsche Reichsbahn aan de West-Berlijnse reizigers met de vraag om de boycotoproep te negeren. Voor de DDR leidde de boycot tot een financiële strop: de exploitatie moest worden voortgezet, terwijl de inkomsten in harde valuta vrijwel volledig wegvielen. De technische veiligheid van de S-Bahn werd wel gewaarborgd, maar de sociale veiligheid werd een probleem. De vrijwel verlaten stations werden verwaarloosd en trokken criminelen en andere randfiguren aan. Bahnhof Zoo werd bijvoorbeeld het toneel van heroïneprostitutie (beschreven in het boek Wir Kinder vom Bahnhof Zoo). In de jaren zeventig bood de Reichsbahn de S-Bahn meerdere keren aan de senaat van West-Berlijn aan om te verpachten. Die aanbiedingen werden afgewezen, omdat de Reichsbahn niet de eigenaar was van de S-Bahn, maar alleen exploitatierechten had. In 1980 voerde de Reichsbahn talrijke bezuinigingsmaatregelen door en kwam het tot ontslagen onder het West-Berlijnse personeel. Dit leidde in de herfst van 1980 tot een staking, die gebroken werd door de inzet van Sovjet-militairen. In de herfst van 1983 kondigde de Deutsche Reichsbahn aan om de exploitatie van de S-Bahn compleet te beëindigen. Na onderhandelingen met de West-Berlijnse senaat en na goedkeuring van de geallieerde bezettingsmachten nam de West-Berlijnse BVG op 9 januari 1984 de exploitatie van de S-Bahn over van de Deutsche Reichsbahn.